# Thomas B. Thriges Kollegium
55°22′20.78″N 10°24′32.16″Ø / 55.3724389°N 10.4089333°Ø
Thomas B. Thriges Kollegium i Odense er et mindre kollegium, som blev opført og indviet i 1984. Kollegiet ligger tæt på University College Lillebælt (UCL) mod vest og Syddansk Universitet mod øst og indeholder i alt 48 værelser, fordelt på 3 huse med hvert deres fælles køkken.
Kollegiet er opkaldt efter Thomas B. Thrige, som var en markant virksomhedsejer og bl.a. stifter af virksomheden Thrige, der i første halvdel af 1900-tallet var en af Odenses største virksomheder.
Opførelsen af kollegiet kostede 6 millioner DKK og var en markering af Thomas B. Thriges Fonds 50 års jubilæum. Fonden blev oprettet 23. december 1933, hvor Thomas B. Thrige skænkede sine virksomheder til fonden.
|  | Denne artikel om en bygning eller et bygningsværk kan blive bedre, hvis der indsættes et (bedre) billede. Du kan hjælpe ved at afsøge Wikimedia Commons for et passende billede eller lægge et op på Wikimedia Commons med en af de tilladte licenser og indsætte det i artiklen. |